# 센테니얼 올림픽 공원 폭탄 테러

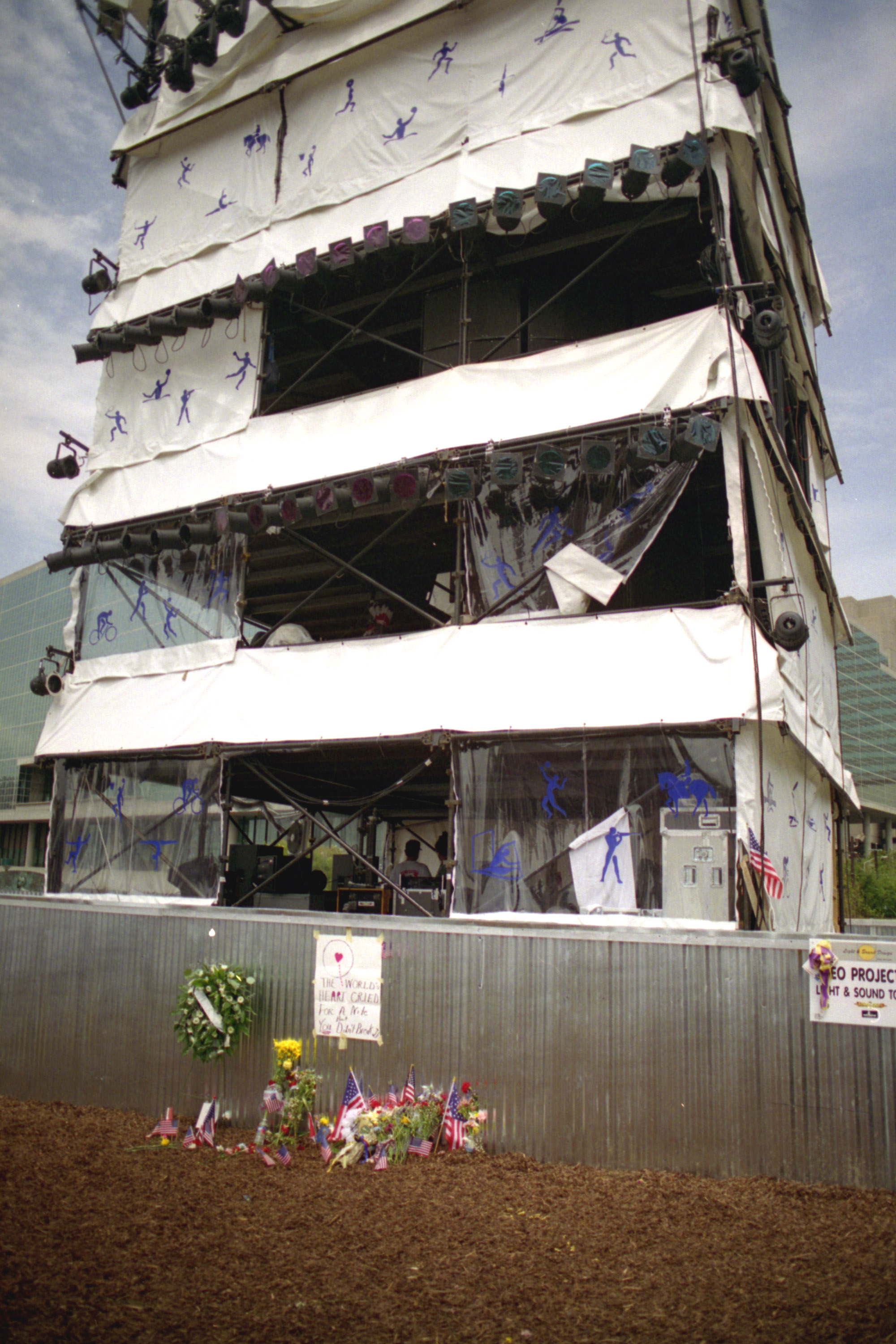
콘서트 사운드 타워 자리에 마련된 추모 공간

센테니얼 올림픽 공원 폭탄 테러(Centennial Olympic Park bombing)는 1996년 하계 올림픽 중인 1996년 7월 27일 미국 조지아주 애틀랜타 센테니얼 올림픽 공원에서 발생한 파이프 폭탄 테러 사건이다. 폭발로 1명이 숨지고 111명이 다쳤으며, 다른 한 명이 심장마비로 사망했다.
에릭 루돌프(Eric Rudolph)의 네 번의 폭탄 테러 중 첫번째로, 최초에는 폭탄을 처음 발견하고 사람들을 대피시킨 조지아 수사국 소속의 경비원 리처드 주월(Richard Jewell)이 수사를 받았으나 1996년 10월에 혐의를 벗었다. 루돌프는 2003년에 체포되었으며, 2005년 플리 바겐을 통해 가석방 없는 종신형을 선고받았다.

## 같이 보기
- 뮌헨 올림픽 참사
- 보스턴 마라톤 폭탄 테러